# Бузова (Кропивницький район)
Бу́зова — село в Україні, у Компаніївській селищній громаді Кропивницького району (до 17 липня 2020 року — у складі ліквідованого Компаніївського району) Кіровоградської області. До 2020 входило до складу Коротяцької сільської ради. За даними перепису населення 2001 року в селі проживало 97 осіб. Село розкинулось вздовж правого берега річки Інгул. Найближчий населений пункт — село Коротяк, яке знаходиться по інший бік річки. Сусідні села з'єднують два мости через Інгул.

## Історія
Коли було засноване село Бузова наразі точно не відомо. Однак, зі церковно-приходської книги Свято-Покровського храму села Коротяк стає зрозумілим, що село існувало тут вже з кінця XVIII ст., і виникло воно на місці колишнього козацького зимівника. За переказами старожилів три козаки-побратими Бузовий, Короткий та Морква заснували вздовж Інгулу поряд свої хутори, які з часом переросли в сільські поселення. Так на правому березі Інгулу виникає село Бузова, напроти нього на лівому березі — село Коротяк, і на цьому ж березі, але кілька верств нижче за течією — Морквина. В подальшому ці поселення мали спільну історію розвитку і нині входять до однієї сільської ради з центром в селі Коротяк. За іншою версією Бузова отримала свою назву через зарості бузку, якого й до сьогодні багато в околицях села.
В XIX — на поч. ХХ ст. село Бузова нараховувало кілька сотень жителів та простягалось на півночі майже до села Лозуватка. В ті часи в даній місцевості існувало навіть два поселення із однаковою назвою — Бузова перша (напроти села Коротяк) та Бузова друга (поруч із Лозуваткою). Бузова перша поділялась на кілька частин (кутків) зі своїми специфічними назвами: північна окраїна називалась Тарасівка, а південна — Ракова. Однак, вже з другої половини XX ст. розпочалось скорочення чисельності населення села, переважно через виїзд селян у міста на постійне місце проживання. На межі тисячоліть в 2001 році за даними перепису населення в Бузовій проживало лиш 97 осіб, а в 2015 — близько 50.

## Населення
Згідно з переписом УРСР 1989 року чисельність наявного населення села становила 125 осіб, з яких 64 чоловіки та 61 жінка.
За переписом населення України 2001 року в селі мешкало 97 осіб.

### Мова
Розподіл населення за рідною мовою за даними перепису 2001 року:
| Мова       | Відсоток |
| ---------- | -------- |
| українська | 98,97 %  |
| російська  | 1,03 %   |

## Природа
Село Бузова сформувалось вздовж правого берега річки Інгул в середній його течії. Долина річки відділяє Бузову від сусідніх сіл Коротяк та Волошки. Річка Інгул поблизу села Бузова, натикаючись на тверді породи земної кори, робить крутий вигин й вздовж південної околиці села на ділянці близько одного кілометра тече в широтному напрямку (зі сходу на захід). Таким чином, русло річки має тут «Г-подібну» форму, таку ж конфігурацію повторює і сільська забудова. Охайні будиночки селян розкинулись на правому березі річки.
Біля південної окраїни села Бузова, Інгул, прорізаючи кристалічні породи Українського щита, формує мальовничу каньйоноподібну долину з крутим правим берегом та пологим лівим. На правому березі кристалічні породи місцями покриті корою вивітрювання, максимальною потужністю до 0,3-0,5  м, а місцями на поверхню виходять корінні породи (переважно граніти). Граніти зазнають впливу процесів вивітрювання. Окремі брили, відколюючись від гранітних стінок, скочуються вниз у долину, створюючи специфічний краєвид. Одна із брил внизу гранітної скелі різко висунута вперед. На брилі висічений таємничий надпис — 1912 (рік), а вгорі — нерозбірливо прізвище людини, яка скоріш і зробила цей надпис.
Правий берег Інгулу в околицях села Бузова еродований. Тут сформувалась ціла система ярів, балок, лощин, що відкриваються до долини річки. Ними стікають постійні (струмки) та тимчасові водотоки. Струмки місцеве населення називає «течіями». Навесні 2016 року внаслідок частих зливових опадів на крутих схилах долини Інгулу в околицях села значно посилились процеси лінійної та площинної ерозії. Сформувалась нова мережа ерозійних борозен та водориїв. Натомість нижні частини схилів, днища ярів та балок покрились доволі потужним (місцями до 0,5 м) шаром делювіальних відкладів.  
Правий берег порослий квітучим різнотрав'ям, ковилою, з чагарників та дерев зустрічаються терен, шипшина, бузок, шовковиця, клен, акація, осокір (тополя чорна), лох сріблястий (в народі — просто «маслина»). Русло річки густо заросло верболозом, осокою, очеретом. Біля північної окраїни Бузової з боку села Лозуватка в долині гордо височіє одинокий старезний дуб. На поверхні гранітів сформувався мохово-лишайниковий покрив, а в місцях накопичення дрібнозему (переважно в заглибинах та борознах) проростають навіть вищі рослини — трави і поодинокі деревця. На крутому правому березі Інгулу в околицях Бузової проводяться масштабні лісомеліоративні заходи направлені на зменшення інтенсивності ерозійних процесів: висаджено штучний лісовий масив з акації, клену та абрикоси.
Лівий берег Інгулу в цьому місці пологий, тут сформувалась доволі широка акумулятивна рівнина, яка підходить до сусіднього села Коротяк. Жителями цього села вона майже повністю розорена під городи.
З тварин в околицях с. Бузова зустрічаються заєць, лисиця, тхір степовий, їжак білочеревий, полівка, куниця, орел степовий, підорлик малий, зозуля, соловей, фазан, жайворонок, перепілка, очеретянка, лунь болотний, ящірка зелена та прудка, вуж, гадюка степова. У водах Інгулу водиться окунь, краснопірка, карась сріблястий, короп, зрідка — щука. Була помічена навіть черепаха болотна.

## Господарська діяльність
Мешканці села Бузова займаються городництвом (вирощують переважно картоплю, кукурудзу, томати, огірки, капусту, буряк, баштанні культури, ячмінь, люцерну тощо), садівництвом та рибальством. Частина селян працює в СТОВ «Злагода» з центром в селі Коротяк (керівники — В. Леоненко та С. Сабірзянов) або ведуть одноосібні фермерські господарства.

## Соціальна сфера
В селі Бузова відсутні школа та дитячий дошкільний заклад. Учні навчаються в сусідніх школах — Лозуватській та Верхньоінгульській. Для задоволення медичних та культурних потреб селян в селі Коротяк працює фельдшерсько-акушерський пункт (медсестра Тетяна Михайлівна Луцик) та бібліотека (бібліотекар Тетяна Іванівна Дудка).

## Як дібратись
З обласного центру міста Кіровограда до села Бузова доїхати можна автомобілем, рейсовим автобусом чи електропоїздом. Автомобільним транспортом слід рухатись по трасі Н-14 «Олександрівка-Кіровоград-Миколаїв», за кілька кілометрів на південь від селища Компаніївка повернути на дорогу Т-1216 «Шишкине-Компаніївка-Устинівка». В селі Лозуватка біля будинку культури необхідно звернути праворуч і вздовж лівого берега Інгулу їхати на південь до села Коротяк, перед в'їздом до якого знову повернути праворуч і, переїхавши міст через річку, ви потрапите до села Бузова. Відстань до Кіровограда по автотрасі 54 км.
Автобусне сполучення з обласним центром здійснюється рейсом «Кіровоград-Морквина» (водій І. Воробйов). Найближча автобусна зупинка в с. Коротяк. Рейси здійснюються 4 дні на тиждень: в понеділок, середу, п'ятницю та неділю.
В село Бузова дібратись можна щодня приміським електропотягом «Знам'янка-Помічна» до зупинки «91 км» в с. Коротяк на відрізку залізничного шляху «Долинська-Бобринець». Також можна доїхати автобусом до міста Бобринець, а звідти потягом «Помічна-Долинська» знову ж таки до «91 км».

## Визначні особистості
Васильченко Григорій Григорович (1918—2012) — уродженець села Губівка Компаніївського району, більшу частину свого життя проживав в селі Бузова. Учасник Великої Вітчизняної війни (1941—1945 рр.). Пройшов усю війну від лісів Брянщини до Берліна. Безпосередній учасник операції із форсування річки Одер. Брав участь у тріумфальному параді радянських військ в Берліні у 1945 році. Стояв у почесній варті під час підписання Акту про капітуляцію у війні фашистською Німеччиною. Нагороджений рядом орденів та медалей, зокрема орденом Червоної Зірки та орденом Вітчизняної війни, які вручали за особливу мужність та хоробрість, виявлені в роки Великої Вітчизняної війни. В мирний час працював комбайнером та трактористом в місцевому господарстві.